# Syłwa
Syłwa (ros. Сылва; z języka komi-permiackiego сыл: sył – „z roztopów”, ва: wa – „woda”) – rzeka w Rosji, w obwodzie swierdłowskim i Kraju Permskim.
Jej długość wynosi 493 km, a powierzchnia zlewiska 19 700 km². Swój początek bierze na stokach środkowego Uralu i płynie w kierunku zachodnim. Wpada do Zatoki Czusowskiej Zbiornika Kamskiego.
Rzeka o dużym przepływie, czystej wodzie. Prędkość przepływu umiarkowana, w dolnym biegu niewielka. Łożysko bardzo kręte z licznymi progami i mieliznami. W zlewisku dolnej Syłwy bogato występują zjawiska krasowe, których przykładami są jaskinie Kungurskaja, Zakurinskaja, Sierginskaja i inne. W rejonie wsi Sierga zaczyna się Zatoka Syłwienska Zbiornika Kamskiego.
Zasilanie wodą mieszane z przewagą wód pochodzących z topnienia śniegu. Średni przepływ wody w odległości 45 km od ujścia wynosi 139 m³/s. Rzeka zamarza w końcu października, a zaczyna ponownie płynąć w połowie kwietnia. Charakterystyczne są dla niej zatory lodowe.
Główne dopływy: Wogułka, Igrina, Irień, Babka i Kiszertka (lewe), Barda, Szakwa, Lok i Molobka (prawe).
Żeglowna do 74 kilometra od ujścia.
Na lewym brzegu Syłwy znajduje się tzw. Molobska Strefa Anomalna, w której według ufologów zachodzą zjawiska paranormalne.

## Miejscowości nad Syłwą
obwód swierdłowski
- wieś Piermiaki
- wieś Syłwa
- wieś Płatonowo
- wieś Koptieło-Szamary
- osidle Szamary
- wieś Niżniaja Baskaja
- wieś Roszcza

Kraj Permski
- wieś Molobka
- wieś Filippowka
- osiedle Suksun
- wieś Ust´-Kiszert´
- miasto Kungur
- wieś Kindielino
- wieś Zujata
- wieś Sierga
- osiedle Syłwa
- wieś Zanino

## Dopływy (km od ujścia)
- 21 km: Babka
- 26 km: Irień
- 26 km: Szakwa (Szakowka)
- 61 km: Kiszert´ (Kiszertka)
- 73 km: Taz
- 83 km: Barda
- 89 km: Lok
- 118 km: Mieczinka (Miecza)
- 128 km: Istiekajewa
- 134 km: Sandutka
- 147 km: Jurkan
- 155 km: Irgina
- 167 km: Syra
- 167 km: Tisa
- 187 km: Ut
- 206 km: Bieriozowka
- 250 km: Molobka (Bolszaja Molobka)
- 254 km: Lipok
- 267 km: Kuryl
- 284 km: Baskaja
- 290 km: Wogułka
- 295 km: Bolszoj Kozjał
- 304 km: Szamarka
- 314 km: Bolszoj Kriuk
- 337 km: Biź (Małaja Biź)
- 355 km: Małaja Urma
- 362 km: Urma (Prawaja Urma)
- 387 km: Bolszaja Biź (Staraja Biź)
- 416 km: Iżbołda
- 433 km: Dikaja Utka
- 455 km: Łomowka
- 457 km: Bolszaja Łomowka
- 463 km: Szala
- 470 km: Sarga
- 475 km: Musorka

## Archeologia
W dolnym biegu Syłwy znajduje się środkowopaleolityczne stanowisko Jelniki II, odkryte przez A. Mielniczuka w 1983 roku. Jego wiek datuje się na 260–240 tys. lat.